# Frans van der Togt
Franciscus Abraham Wilhelmus (Frans) van der Togt (Den Haag, 30 juni 1890 - aldaar, 3 januari 1957) was een Nederlands architect.

## Leven en werk
Van der Togt werd geboren als zoon van Franciscus Cornelis van der Togt en Petronella Hendrika van Oijen. Zijn vader was schrijver van boeken op het gebied van metaalbewerking en werktuigkunde. Hij volgde een technische opleiding aan de Ambachtsschool en werd daarna opgeleid tot technisch tekenaar aan het Haagsch Teekeninstituut. Vervolgens volgde hij lessen aan de Technische Hoogeschool van Delft. 
Hij was hoofdopzichter onder leiding van de architect prof. J.A.G. van der Steur tijdens de bouw van het Vredespaleis ca. 1912-1913. Vóór 1919 kreeg hij een aanstelling als bureauchef bij het architectenbureau van W.G. Eberson. Van 1919-1923 is van der Togt bureauchef bij de architect L.A.H. de Wolf ( 1871-1923), en heeft daarna het bureau van de Wolf voortgezet tot 1928.Per 1 januari 1929 vestigde hij zich als zelfstandig architect in 's-Gravenhage in de Albertinestraat 20. Nadat door het Bombardement op het Bezuidenhout dit huis verwoest werd, vestigde hij zich in 1946 met zijn gezin en het architectenbureau op de Tapijtweg 21 eveneens in Den Haag waar hij tot zijn overlijden woonde en werkte.
Als architect was zijn oeuvre veelzijdig. Hij was tot in de détails verantwoordelijk voor zowel het ontwerp als de uitvoering van diverse nutsgebouwen zoals kerken,  ziekenhuizen en scholen, maar ontwierp ook diverse hotels en woningcomplexen. Om inspiratie voor zijn werk op te doen bezocht hij landen als Frankrijk, Duitsland, Engeland en Italië.

## Personalia
Van der Togt was lid van de Bond van Nederlandse Architecten, de RK Kunstenaarsvereenigingen "St. Bernulphusgilde" en van "Die Haghe". Ook was hij lid van de Roomsch-Katholieke Staatspartij. In 1918 huwde hij met Mathilde Auguste Antoinette (Tilly) Haussmann. Zij kregen vijf dochters, waaronder de eerste vrouwelijke wethouder van de gemeente Soest, Hilde Walter- van der Togt en de verzetstrijdster Hetty van der Togt.   Van der Togt overleed in 1957 in Den Haag en ligt aldaar begraven.

## Ontwerpen
| Bouw      | Naam                                                         | Plaats     | Bijzonderheden | Afbeelding        |
| --------- | ------------------------------------------------------------ | ---------- | --- | ----------------- |
| 1923      | Bethlehemkliniek                                             | Den Haag   | Ingrijpende verbouwing en uitbreiding van twee bestaande grachtenpanden, nr.8 en nr.9 Prinsessegracht. Gesloopt in 1965                                                        |                   |
| 1929-1931 | Hotel Atlanta                                                | Rotterdam  | |                   |
| 1931-1933 | Hotel Du Casque                                              | Maastricht | In samenwerking met de architect Jos Joosten in opdracht van de N.V. Heineken's Bierbrouwerij                                                                                  |                   |
| 1946      | St. Antoniuskerk                                             | Den Haag   | Noodkerk Korte Houtstraat Den Haag, gebouwd als eerbetoon met nog bruikbare stenen en bouwmaterialen uit de puinhopen van het gebombardeerde Bezuidenhout. Afgebroken in 1983. |                   |
| 1949-1950 | Woningcomplexen Melis Stokelaan 72-268 - Anna Bijnslaan 2-41 | Den Haag   | |                   |
| 1953      | Caballero Fabriek                                            | Den Haag   | | Caballero Fabriek |
| 1956      | St. Pauluskerk                                               | Den Haag   | Realisatie 21 appartementen 2017 |                   |